# Remix and Repent
Remix and Repent is de tweede ep van Marilyn Manson, uitgebracht in 1997. Het werd uitgebracht in de Antichrist Superstar-periode en bevat live liedjes van tijdens de Dead To The World Tour.

## Tracklisting
1. The Horrible People – 5:13
2. The Tourniquet Prosthetic Dance Mix – 4:10
3. Dried up, Tied and Dead to the World (Live in Utica, New York) – 4:25
4. Antichrist Superstar (Live in Hartford, Connecticut) – 5:16
5. Man That You Fear (Acoustic Requiem for Antichrist Superstar) – 5:20